# Prochasma scissivestis
Prochasma scissivestis là một loài bướm đêm trong họ Geometridae.